# Saint-Paul-en-Gâtine
Saint-Paul-en-Gâtine är en kommun i departementet Deux-Sèvres i regionen Nouvelle-Aquitaine i västra Frankrike. Kommunen ligger i kantonen Moncoutant som tillhör arrondissementet Parthenay. År 2022 hade Saint-Paul-en-Gâtine 496 invånare.

## Befolkningsutveckling
Antalet invånare i kommunen Saint-Paul-en-Gâtine
| Referens: INSEE |